# Srđan Grabež
Srđan Grabež (srbskou cyrilicí Cpђaн Гpaбeж; * 2. dubna 1991 Apatin), uváděný také jako Srdjan Grabež, je srbský fotbalový záložník či obránce, který v letech 2010–2015 působil na Slovensku (MFK Dubnica nad Váhom a FC Spartak Trnava).

## Fotbalová kariéra
Svoji fotbalovou kariéru začal v FK Mladost Apatin, kde se postupně přes mládežnické kategorie propracoval v roce 2007 do prvního týmu. V roce 2010 zamířil do Dubnice. Před jarní částí sezony 2012/13 odešel hostovat do Trnavy. Po půlroce do mužstva přestoupil. Od sezony 2018/19 nastupuje v nejvyšší srbské soutěži.